# محمد بن عبد الرحمن بن معاوية بن حديج
محمد بن عبد الرحمن بن معاوية بن حديج (توفي سبتمبر 772) والي مصر في عهد الدولة العباسية، من يناير 772 إلى سبتمبر 772.

## سيرته
كان محمد سليل عائلة بارزة برز منها العديد من القادة في القرون الأولى من العصر الإسلامي. كان جده معاوية بن حديج التجيبي أحد قادة الفتح الإسلامي لمصر ووالي مصر في عهد الدولة الأموية بعد الفتح الإسلامي، كما شغل والده عبد الرحمن منصب قاضي مصر، وصاحب الشرطة. وكان شقيقه عبد الله على شرطة مصر ثم والي مصر من 769 إلى 77.
في تاريخ الكندي، برز محمد لأول مرة بعد وصول الثورة العباسية إلى مصر عام 750م، عندما كان واحداً من عدة وجهاء محليين دعموا الوالي العباسي الجديد صالح بن علي العباسي. وفي 767م إخماد ثورة البشموريين في سخا وأصيب بجروح خطيرة في القتال. وفي 771م استنابه أخوه عبد الله على مصر عندما خرج لزيارة الخليفة أبو جعفر المنصور في بغداد.
بعد وفاة أخيه عبد الله عام 155 هـ/ 772م، تولى محمد ولاية مصر، وبعد ذلك بوقت قصير أقره أبو جعفر المنصور عليها. وولاه على الصلاة والخراج، فجعل على شرطته العباس بن عبد الرحمن بن ميسرة؛ وسكن العسكر، لكنخ مرض ولزم الفراش حتى مات في 15 شوال سنة 155 هـ/ 772م. فكانت ولايته على إمرة مصر استقلالا بعد موت أخيه عبد الله ثمانية أشهر ونصفًا. وخلفه موسى بن علي بن رباح اللخمي.